# Vysoká škola tělesné výchovy a sportu Palestra

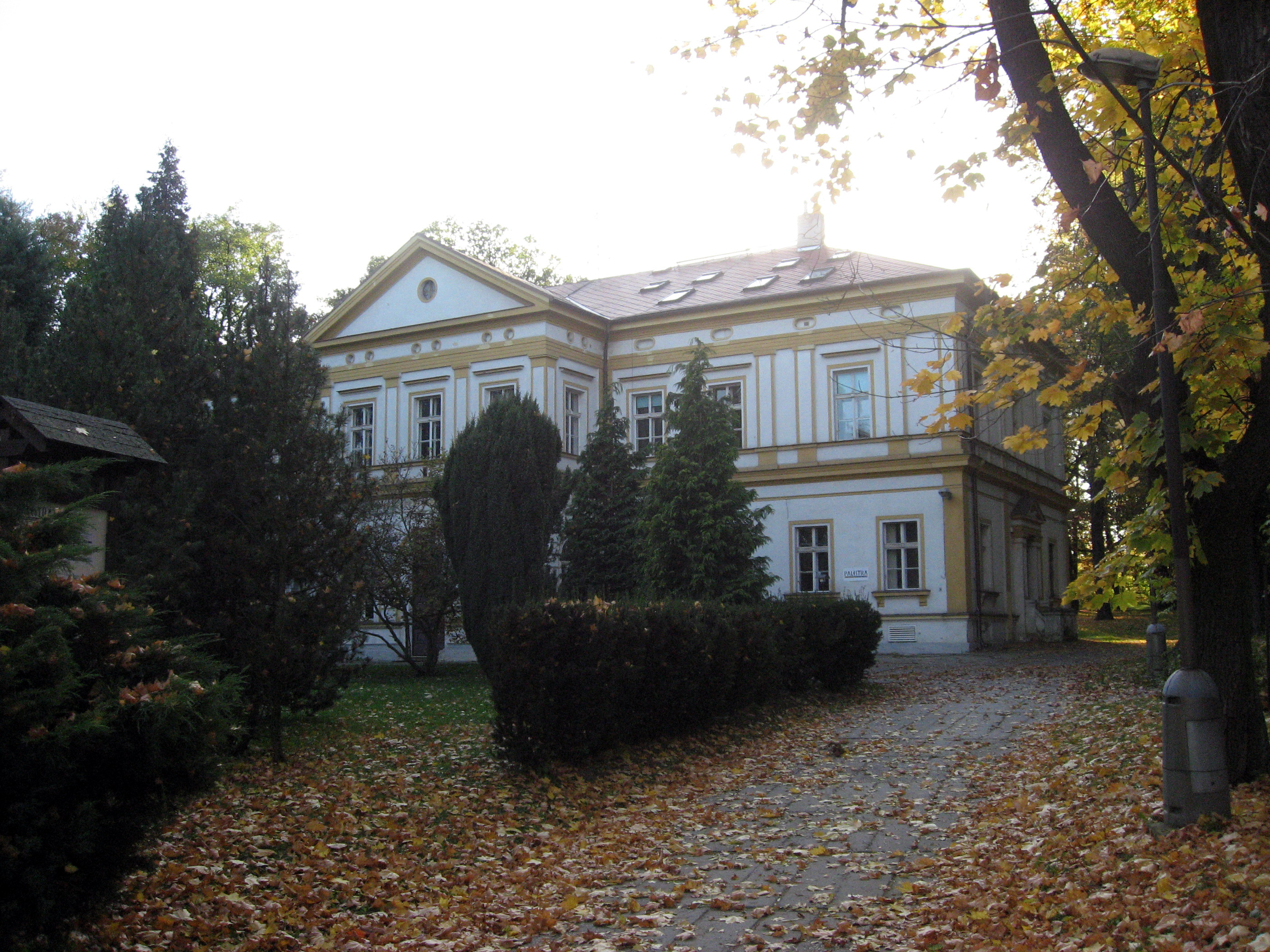
Zámeček v Hostavicích, bývalé sídlo školy

Vysoká škola tělesné výchovy a sportu PALESTRA, spol. s r. o., je soukromá vysoká škola neuniverzitního typu sídlící v Praze. Do obchodního rejstříku byla zapsaná 6. dubna 2004, výuka prvních studijních programů byla zahájena v říjnu 2004. Název školy inspirovala řecká palestra, v níž cvičili mladí Řekové ve snaze dosáhnout kalokagathie – ideálu harmonie těla a ducha.

## Historie a souvislosti firmy
Předchůdkyní této vysoké školy byla PALESTRA, spol. s r.o., zapsaná do obchodního rejstříku v lednu 1993 a v říjnu 1997 byla přejmenována na rozšířený název Akademie tělesné výchovy a sportu PALESTRA - Vyšší odborná škola, spol. s r.o., pod nímž je registrována vyšší odborná škola dosud (zpráva školní inspekce hovoří o vzniku školy k 1. září 1996). Škola působila na adresách, Praha 8, Na pískovně, Praha 8, Na Šutce, Praha 8, Trojská 8, Praha 10, Na Třebešíně 2299 a od roku 1998 v Praze 9, Slovačíkova 400, kde sídlí v areálu VŠTVS Palestra dodnes. Společníky byli a jsou napůl Pavel Špaček (nar. 1969) a Milena Špačková (nar. 1944).
Vysoká škola tělesné výchovy a sportu PALESTRA byla do obchodního rejstříku zapsaná jako nová právnická osoba roku 2004. Původně sídlila na adrese Praha 9 - Kbely, Slovačíkova 400/1, v únoru 2005 přesídlila na hostavický zámeček na adrese Praha 9 - Hostavice, Pilská čp. 9. Od roku 2017 sídlí opět v Praze 9 - Kbelích, ve vlastním areálu v ulici Slovačíkova 400/1. Společníky jsou rovněž napůl Pavel Špaček a Milena Špačková.
Stejní zakladatelé stojí za firmou PALESTRA RELAX spol. s r.o. se sídlem Slovačíkova 400/1, Praha 9 - Kbely, do roku 2014 Praha 8 - Libeň, Střížkovská 726/48, zapsanou roku 2002. Ta je zaměřena na pořádání kurzů a sportovních soutěží.
Palestra spolupracuje také s různými organizacemi a podílí se na sportovních akcích, jako je Jizerská padesátka nebo Prague International Marathon. VŠTVS PALESTRA pořádá také vlastní silniční běh s názvem Kbelská 10.

## Studium
Ke dni 1. září 1991 byla škola zřízena jako jednoleté pomaturitní studium. Od 1. září 1999 měla vyšší odborná škola Palestra uveden v rozhodnutí o zařazení do sítě škol obor „manager sportu“ ve dvou verzích: tříleté denní studium a čtyřleté dálkové studium. Maximální kapacita školy byla 150 žáků, v době orientační inspekce v únoru 2000 na škole aktuálně studovalo 114 žáků v denním studiu v pěti třídách ve třech ročnících. Výuka probíhala v předmětech psychologie, pedagogika, právní předpisy, anatomie, kineziologie, výstavba TV zařízení, gymnastika, sportovní masáž a odborná praxe. Inspekce v roce 2000 hodnotila školu po všech aspektech jako vynikající, ve všech předmětech oceňuje pozitivní a přátelskou atmosféru a přirozený zájem žáků. V závěrečném výčtu pozitiv a negativ inspekční zpráva neuvádí žádná negativa.
Studium lze absolvovat v prezenční či kombinované formě studia. Absolvent získá titul bakalář, v případě absolvování navazujícího magisterského studia titul magistr.
| Studijní program                | Studijní obor                                              | Vyučováno od |
| ------------------------------- | ---------------------------------------------------------- | ------------ |
| Tělesná výchova a sport (B7401) | Sportovní a kondiční specialista se zaměřením na fitness   | 2004         |
| Tělesná výchova a sport (B7401) | Sportovní a kondiční specialista se zaměřením na wellness  | 2004         |
| Tělesná výchova a sport (B7401) | Sportovní a kondiční specialista se zaměřením na volný čas |              |
| Tělesná výchova a sport (B7401) | Výživové poradenství a sportovní diagnostika               | 2014         |

| Studijní program                | Studijní obor        | Vyučováno od |
| ------------------------------- | -------------------- | ------------ |
| Tělesná výchova a sport (B7401) | Wellness specialista | 2013         |